# Sebastian Glaser (Politiker)
Sebastian Glaser (in amtlichen Dokumenten Sebastian Glaser II.) (* 1. Januar 1842 in Nordheim; † 22. Oktober 1899 ebenda) war ein hessischer Landwirt und Politiker (HBB) und Abgeordneter der 2. Kammer der Landstände des Großherzogtums Hessen.
Sebastian Glaser war der Sohn des Bauern Johann Philipp Glaser und dessen Ehefrau Margaretha, geborene Schweikert. Glaser, der evangelischen Glaubens war, war Landwirt in Nordheim und heiratete Wilhelmine Katharina geborene Glaser.
Von 1897 bis 1899 gehörte er der Zweiten Kammer der Landstände an. Er wurde für den Wahlbezirk Starkenburg 9/Lampertheim gewählt. 1883 bis 1899 war er Bürgermeister in Nordheim.